# 上田孝
上田 孝（うえだ たかし、1952年7月25日 - ）は、日本の実業家。サノヤスホールディングス代表取締役社長、サノヤス造船代表取締役社長、日本造船工業会副会長。

## 人物・経歴
1975年神戸大学経済学部卒業、住友銀行（現三井住友銀行）入行。2002年三井住友銀行執行役員大阪本店営業第一部長。2005年常務執行役員大阪本店営業本部長。2007年SMBCセンターサービス代表取締役社長。2008年サノヤス・ヒシノ明昌副社長執行役員。2009年からサノヤス・ヒシノ明昌代表取締役社長を務め、2011年には持株会社化してサノヤスホールディングスに改組し、同社代表取締役社長に就任。2012年サノヤス造船代表取締役社長。日本造船工業会副会長も務める。